# Bursadella grammozona
Bursadella grammozona is een vlinder uit de familie van de Immidae. De wetenschappelijke naam van de soort is voor het eerst geldig gepubliceerd in 1925 door Edward Meyrick.